# LaVar Arrington
LaVar RaShad Arrington (Pittsburgh, 20 giugno 1978) è un ex giocatore di football americano statunitense che ha giocato nel ruolo di linebacker nella National Football League (NFL). Fu scelto nel corso del primo giro (2º assoluto) del Draft NFL 2000 dai Washington Redskins. Al college giocò a football alla Pennsylvania State University

## Carriera
Arrington fu scelto come secondo assoluto dai Washington Raiders nel Draft 2000. Vi giocò fino alla stagione 2005 venendo convocato per tre Pro Bowl consecutivi. Nell'aprile 2006 firmò un contratto di sette anni del valore di 49 milioni di dollari con i New York Giants. Nella settimana 7 contro i Dallas Cowboys si infortunò a un ginocchio perdendo tutto il resto della stagione per la rottura del tendine d'Achille. Il 7 febbraio 2007 fu svincolato dai Giants, concludendo la sua carriera professionistica.

## Palmarès
- Convocazioni al Pro Bowl: 3

2001, 2002, 2003
- All-Pro: 3

2001, 2002, 2003
- Leader della NFL in fumble forzati: 1

2003
- PFWA All-Rookie Team - 2000
- 80 Greatest Redskins
- Butkus Award - 1999
- Bednarik Award - 1999
- Lambert Award - 1999

## Statistiche
| Tackle     | 415  |
| Sack       | 23,5 |
| Intercetti | 3    |